# Arroyo Alpotrel
El arroyo Alpotrel es un curso de agua del interior de la península ibérica. Perteneciente a la cuenca hidrográfica del Tajo, discurre por la provincia española de Cáceres.

## Curso
Discurre por la provincia española de Cáceres. El arroyo, que nace en el término municipal de Valencia de Alcántara, acaba uniéndose al Canito y ambos pierden entonces el nombre para dar lugar al río Alburrel, afluente del Sever. Aparece descrito en el segundo volumen del Diccionario geográfico-estadístico-histórico de España y sus posesiones de Ultramar de Pascual Madoz con las siguientes palabras:

APOTREL: arroyo en la prov. de Cáceres, part. jud. de Valencia de Alcántara; nace á 1 1/2 leg. al SE. de esta v., y atraviesa el camino que de la misma va á San Vicente, en el cual hay un puentecillo arruinado de un solo arco, de construccion comun y tosca, y de 3 varas de elevacion: riega algunas huertas, especialmente las llamadas de la Mancera, sitio muy ameno y delicioso, y al cabo de 2 leg. de cáuce en que se recoge el regato Morera, se junta con el Canito al N., y perdiendo ambos el nombre, forman el Alburrel (V.)
(Madoz, 1845b, p. 197)

Las aguas del río, perteneciente a la cuenca hidrográfica del Tajo, acaban vertidas en el océano Atlántico.